# Burnsville (Carolina del Nord)
Burnsville és una població dels Estats Units i seu del comtat de Yancey a l'estat de Carolina del Nord. Segons el cens del 2000 tenia 1.623 habitants.

## Demografia
Segons el cens del 2000, Burnsville tenia 1.623 habitants, 748 habitatges i 412 famílies. La densitat de població era de 396,6 habitants per km².
Dels 748 habitatges en un 21,9% hi vivien nens de menys de 18 anys, en un 41,2% hi vivien parelles casades, en un 11,6% dones solteres, i en un 44,9% no eren unitats familiars. En el 42,1% dels habitatges hi vivien persones soles el 25,1% de les quals corresponia a persones de 65 anys o més que vivien soles. El nombre mitjà de persones vivint en cada habitatge era de 2 i el nombre mitjà de persones que vivien en cada família era de 2,7.
Per edats la població es repartia de la següent manera: un 18,1% tenia menys de 18 anys, un 5,7% entre 18 i 24, un 22,4% entre 25 i 44, un 23,2% de 45 a 60 i un 30,7% 65 anys o més.
L'edat mediana era de 48 anys. Per cada 100 dones de 18 o més anys hi havia 70,8 homes.
La renda mediana per habitatge era de 21.653 $ i la renda mediana per família de 34.712 $. Els homes tenien una renda mediana de 30.227 $ mentre que les dones 25.234 $. La renda per capita de la població era de 16.894 $. Entorn del 15,3% de les famílies i el 19,5% de la població estaven per davall del llindar de pobresa.

## Poblacions més properes
El següent diagrama mostra les poblacions més properes.